# Nergal-eres
Nergal-eres (DIGI.DU 𒀭𒅆𒁺, Nergal-ēreš vagy Palil-ēreš) az újasszír korban III. Adad-nirári és IV. Sulmánu-asarídu idején, i. e. 803 és i. e. 775 között fontos tisztségeket betöltő főember. Az i. e. 803. és i. e. 775. évben kezdődő asszír limmu-év névadója. Ekkor Raszappa kormányzója volt. Emellett azonban Asszíria nyugati és délnyugati részén még öt másik kormányzóság is a fennhatósága alá tartozott.
Kattara városban ő építtette az Adad-templomot és állíttatta a Sejk-Hamad sztélét Katlimmuban. Ez utóbbin III. Adad-nirári hadjáratairól számol be, különös tekintettel Damaszkusz bevételére és saját maga abban játszott szerepére.